# Giovanni Pugliese Carratelli
Giovanni Pugliese Carratelli (16 avril 1911, Naples - 12 février 2010, Rome) est un académicien et historien de l’Antiquité italien. Il fut directeur de l’École normale supérieure de Pise et de l’Institut italien pour les études philosophiques, ainsi que professeur dans plusieurs universités italiennes.

## Biographie
Fils d’un médecin socialiste et d’une enseignante, Giovanni Pugliese Carratelli étudie à l’Université de Naples, où il se spécialise en histoire de la civilisation grecque.
Pugliese Carratelli enseigne ensuite l’histoire de l’Antiquité à l’Université de Catane avant d’être promu à celle de Pise, puis à celles de Florence et à Rome. Enfin, il finit sa carrière à la prestigieuse École normale supérieure de Pise, dont il fut même nommé directeur de 1977 à 1978.
De 1960 à 1986, il fut aussi directeur de l’Institut italien pour les études historiques, fondé par le penseur Benedetto Croce, avant de devenir président de l’Institut italien pour les études philosophiques. Au cours de sa carrière il aura également été membre de l’Académie des Lyncéens et de la direction scientifique de l’Encyclopédie italienne.
Pugliese Carratelli fut aussi parmi les spécialistes qui cherchèrent à déchiffrer le Linéaire A minoen et décryptèrent le Linéaire B mycénien.

## Distinctions
- 1983 : Doctorat honoris causa de l'Université de Bordeaux [1]